# Kudłaty i Scooby Doo na tropie
Kudłaty i Scooby Doo na tropie (ang. Shaggy & Scooby-Doo Get a Clue!) – amerykański serial animowany emitowany w latach 2006–2008, dziesiąty z serii Scooby Doo. Wyprodukowany w studiu Warner Bros, jest ostatnią produkcją, przy której tworzeniu brał udział Joseph Barbera.
W Polsce premiera serialu nastąpiła 12 maja 2007 roku.

## Fabuła
Kudłaty i Scooby dowiadują się o tajemniczym zniknięciu naukowca, wuja Kudłatego – Alberta. Wuj Albert pozostawił im w spadku swój dom duży jak pałac, milion dolarów i nanotechnologię. Wynalazek ten próbuje przejąć docent Phibes, lecz Kudłaty i Scooby zawsze krzyżują mu plany. Nanotechnologią są Super Scooby Chrupki, a każda z nich ma inną moc. Osoba, która zjada chrupkę, szybko dostaje daną moc, lecz równie szybko ją traci. By krzyżować Phibesowi plany, Scooby je jedną z Chrupek i go pokonuje. Tymczasem wuj Albert zawsze przysyła przyjaciołom wiadomość, jaki plan ma tym razem ich wróg i co muszą zrobić, by go powstrzymać.

## Postacie

### Główni bohaterowie
- Kudłaty Rogers: Norville „Kudłaty” Rogers to najlepszy przyjaciel Scooby'ego Doo. W tej serii odziedzicza po swoim zaginionym wuju Albercie ogromny dom, milion dolarów oraz zaawansowaną nanotechnologię. Kudłaty jest znany ze swojego nieustannego apetytu i tchórzliwości, jednak w obliczu niebezpieczeństwa potrafi wykazać się odwagą, zwłaszcza gdy chodzi o ochronę przyjaciół.
- Scooby Doo: Gadający dog niemiecki, wierny towarzysz Kudłatego. Dzięki nanotechnologii stworzonej przez wuja Alberta Scooby zyskuje zdolność transformacji po spożyciu specjalnych Super Scooby Chrupek, które nadają mu różnorodne moce, takie jak niewidzialność czy super siła. Mimo swoich lęków, zawsze staje na wysokości zadania, by pomóc przyjaciołom.
- Docent Phineus Phibes: Główny antagonista serii, złowrogi naukowiec dążący do przejęcia nanotechnologii stworzonej przez wuja Alberta. Jego celem jest zdobycie władzy i dominacji nad światem. Phibes nieustannie knuje intrygi, jednak jego plany są regularnie udaremniane przez Kudłatego i Scooby'ego.
- Robik: Robot stworzony przez wuja Alberta, który pomaga Kudłatemu i Scooby'emu w ich misjach. Robik posiada szeroki zakres umiejętności i funkcji, wspierając bohaterów zarówno intelektualnie, jak i technicznie w walce z Phibesem.
- Fred Jones, Daphne Blake i Velma Dinkley: Członkowie oryginalnej Tajemniczej Spółki, którzy sporadycznie pojawiają się w serii, oferując wsparcie i rady dla Kudłatego i Scooby'ego w ich przygodach. Ich doświadczenie w rozwiązywaniu zagadek okazuje się nieocenione w kluczowych momentach.

## Obsada głosowa
- Frank Welker – 
  - Scooby Doo,
  - Agent 13,
  - różne głosy
- Scott Menville – 
  - Norville „Kudłaty” Rogers,
  - docent Trebla,
  - różne głosy
- Jeff Bennett – 
  - docent Phineus Phibes,
  - Agent 2,
  - haker Richie,
  - różne głosy
- Jim Meskimen – 
  - Robik,
  - Agent 1,
  - haker Mark
  - różne głosy
- Casey Kasem – Albert Kudłoford

## Przegląd sezonów
| Seria | Seria | Odcinki | Premierowa emisja | Premierowa emisja | Premierowa emisja | Premierowa emisja |
| Seria | Seria | Odcinki | Premiera          | Finał             | Premiera          | Finał             |
| ----- | ----- | ------- | ----------------- | ----------------- | ----------------- | ----------------- |
|       | 1     | 13      | 23 września 2006  | 5 maja 2007       | 12 maja 2007      | 3 czerwca 2007    |
|       | 2     | 13      | 22 września 2007  | 15 marca 2008     | 15 listopada 2009 | 17 lutego 2010    |

## Lista odcinków
| Premiera w USA | Premiera w Polsce | Nr odcinka | Nr odcinka | Polski tytuł                   | Angielski tytuł                        |
| Premiera w USA | Premiera w Polsce | kolejny    | w serii    | Polski tytuł                   | Angielski tytuł                        |
| -------------- | ----------------- | ---------- | ---------- | ------------------------------ | -------------------------------------- |
|                |                   |            |            |                                |                                        |
| SERIA PIERWSZA |                   |            |            |                                |                                        |
|                |                   |            |            |                                |                                        |
| 23.09.2006     | 12.05.2007        | 01         | 01         | Fortuna Kudłatego              | Shags to Riches                        |
|                |                   |            |            |                                |                                        |
| 30.09.2006     | 13.05.2007        | 02         | 02         | Więcej fondue dla Scooby Doo   | More Fondue for Scooby-Doo!            |
|                |                   |            |            |                                |                                        |
| 07.10.2006     | 19.05.2007        | 03         | 03         | Scooby z wyższych sfer         | High Society Scooby                    |
|                |                   |            |            |                                |                                        |
| 04.11.2006     | 20.05.2007        | 04         | 04         | Piorun uderza dwa razy         | Lightning Strikes Twice                |
|                |                   |            |            |                                |                                        |
| 11.11.2006     | 26.05.2007        | 05         | 05         | Imprezka z Artem               | Party Arty                             |
|                |                   |            |            |                                |                                        |
| 18.11.2006     | 27.05.2007        | 06         | 06         | Piekący dom                    | Smart House                            |
|                |                   |            |            |                                |                                        |
| 03.02.2007     | 01.06.2007        | 07         | 07         | Super Mistrz Rondla-la-la!     | Chefs of Steel                         |
|                |                   |            |            |                                |                                        |
| 10.02.2007     | 02.06.2007        | 08         | 08         | Zagadka znikających detektywów | Mystery of the Missing Mystery Solvers |
|                |                   |            |            |                                |                                        |
| 17.02.2007     | 02.06.2007        | 09         | 09         | Nie karmić zwierząt            | Don’t Feed the Animals                 |
|                |                   |            |            |                                |                                        |
| 24.02.2007     | 03.06.2007        | 10         | 10         | Prawie duchy                   | Almost Ghosts                          |
|                |                   |            |            |                                |                                        |
| 03.03.2007     | 03.06.2007        | 11         | 11         | Wyścig na biegunie             | Pole to Pole                           |
|                |                   |            |            |                                |                                        |
| 28.04.2007     | 03.06.2007        | 12         | 12         | Mega kłopot                    | Big Trouble                            |
|                |                   |            |            |                                |                                        |
| 05.05.2007     | 03.06.2007        | 13         | 13         | Operacja: Pies i Hipis         | Operation Dog and Hippy Boy            |
|                |                   |            |            |                                |                                        |
| SERIA DRUGA    |                   |            |            |                                |                                        |
|                |                   |            |            |                                |                                        |
| 22.09.2007     | 01.02.2010        | 14         | 01         | Świat Kudłatego i Scooby Doo   | Shaggy and Scooby World                |
|                |                   |            |            |                                |                                        |
| 29.09.2007     | 02.02.2010        | 15         | 02         | Prawie idealni                 | Almost Purr-fect                       |
|                |                   |            |            |                                |                                        |
| 06.10.2007     | 15.11.2009        | 16         | 03         | W środku roboty                | Inside Job                             |
|                |                   |            |            |                                |                                        |
| 13.10.2007     | 04.02.2010        | 17         | 04         | Tchórz-man                     | Zoinksman                              |
|                |                   |            |            |                                |                                        |
| 03.11.2007     | 05.02.2010        | 18         | 05         | Wiele złych twarzy             | The Many Faces of Evil                 |
|                |                   |            |            |                                |                                        |
| 10.11.2007     | 08.02.2010        | 19         | 06         | Kuzyn z piekła rodem           | Cruisin’ for a Bruisin’                |
|                |                   |            |            |                                |                                        |
| 01.12.2007     | 06.12.2009        | 20         | 07         | Dom docenta                    | There Is a Doctor in the House         |
|                |                   |            |            |                                |                                        |
| 26.01.2008     | 10.02.2010        | 21         | 08         | Noc strasznych filmów          | Super Scary Movie Night                |
|                |                   |            |            |                                |                                        |
| 02.02.2008     | 11.02.2010        | 22         | 09         | Zbieg Robik                    | Runaway Robi                           |
|                |                   |            |            |                                |                                        |
| 16.02.2008     | 12.02.2010        | 23         | 10         | Wyłaź mi z głowy               | Don’t Get a Big Head                   |
|                |                   |            |            |                                |                                        |
| 23.02.2008     | 15.02.2010        | 24         | 11         | Scooby, stary!                 | Scooby Dudes                           |
|                |                   |            |            |                                |                                        |
| 08.03.2008     | 16.02.2010        | 25         | 12         | Wspaniały tchórzliwy pies      | Zoinks The Wonderdog                   |
|                |                   |            |            |                                |                                        |
| 15.03.2008     | 17.02.2010        | 26         | 13         | Operacja: Wujek Albert         | Uncle Albert Alert                     |
|                |                   |            |            |                                |                                        |